# Remission
Remission je debitantski studijski album američkog heavy metal sastava Mastodon. Diskografska kuća Relapse Records objavila ga je 28. svibnja 2002. godine, a uradak je ponovno objavljen 21. listopada 2003. godine.

## O albumu
Skupina je većinu pjesama napisala mnogo prije nego što je snimila album. "Workhorse" je premijerno izvedena u Memphisu u srpnju 2001. godine. Skladbe "Trampled Under Hoof", "Trilobite", "Where Strides The Behemoth", "Crusher Destroyer" i "Mother Puncher" odsvirala je 7. kolovoza 2001. godine u emisiji radijske stanice WFMU, dok je pjesma "Trainwreck" napisana dok je još Eric Saner bio član grupe.
Na početku pjesme "Crusher Destroyer" čuje se rika tiranosaura iz filma Jurski park, u sceni kad u džipu Lex kaže ime svoga brata, "Timmy!", dok ih napada tiranosaur.
"Crusher Destroyer" pojavila se i u videoigri Tony Hawk's Underground iz 2003. godine. Godine 2002. "March of the Fire Ants" pojavila se na sedmoinčnom split albumu na kojem se nalazila i pjesma "Hung, Drawn and Quartered" grupe High on Fire. Nakon ponovne objave Remissiona ta se pjesma našla na kompilacijama Contaminated 5.0, MTV2 Headbangers Ball i Take Action!, Vol. 4 compilations. "Where Strides the Behemoth" was included on Contaminated 6.0 and From the Shadows - Metal for the Modern Era.
Do 2006. godine Remission je u SAD-u prodan u 49.000 primjeraka.

## Tematika i naslovnica
Basist Troy Sanders komentirao je da album simbolizira element vatre. Međutim, Remission je bio jedini Mastodonov nekonceptualni album sve do objave The Huntera 2011. godine.
U intervjuu s mrežnim časopisom Lollipop 2004. godine Brann Dailor objasnio je da je Remission album koji mu je pomogao nositi se sa smrću svoje sestre:

## Ponovna objava
Uradak je ponovno objavljen 21. listopada 2003. godine, na isti dan kad i glazbeni spot za pjesmu "March of the Fire Ants". Često se prikazivao na Uraniumu i Headbangers Ballu, a među motivima u tom spotu jest čovjek kojeg se iskapa i postavlja na tron.
Deluxe inačica albuma, objavljena kao digipak, sadrži bonus DVD koji prikazuje profesionalno snimljen koncert koji se održao 1. prosinca 2002. u Atlanti, kao i prethodno neobjavljenim materijalom. Uz to, ta inačica albuma sadrži obradu pjesme "Emerald" grupe Thin Lizzy, koja se na CD-u pojavljuje kao bonus pjesma.

## Popis pjesama
| 1.    | »Crusher Destroyer« | 2:00 |
| 2.    | »March of the Fire Ants« | 4:25 |
| 3.    | »Where Strides the Behemoth« | 2:55 |
| 4.    | »Workhorse« | 3:45 |
| 5.    | »Ol'e Nessie« | 6:04 |
| 6.    | »Burning Man« | 2:46 |
| 7.    | »Trainwreck« | 7:04 |
| 8.    | »Trampled Under Hoof« | 3:00 |
| 9.    | »Trilobite« | 6:29 |
| 10.   | »Mother Puncher« | 3:48 |
| 11.   | »Elephant Man« (instrumental; pjesma završava nakon pet minuta i 40 sekundi. Nakon minute tišine počinje neimenovana skrivena skladba) | 8:01 |
| 50:17 | |      |

## Recenzije
Remission je uglavnom dobio pozitivne kritike. AllMusicov Brian O'Neill dodijelio mu je četiri zvjezdica od njih pet i izjavio da je na njemu prisutna "tehnična ekstaza" sa "složenim dijelovima koji se približavaju proporcijama progresivnog rocka". Također je džezističko bubnjanje "južnjačkog prizvuka" i čiste gitare na pjesmi "Ol'e Nessie" usporedio sa skupinom The Allman Brothers Band.
Bryan Haywood iz Pitchfork Medije dao mu je devet od deset bodova i pohvalio je produkciju na albumu, a za bubnjara Branna Dailora komentirao je da je izvanredan glazbenik. "Služe se dovoljno [matematikom] da aranžmani budu raznobojni, ali ne toliko da gitarske rifove visoke kvalitete zakompliciraju složenošću nalik onoj Dream Theatera. A protuteža tome je divan, staromodni metal stav u stilu Black Sabbatha." Dodao je: "Cijeli taj paket zvuči bezvremenski, ali na taj nevjerojatan način koji nikad prije niste čuli."
Časopis Kerrang! naveo je Remission na popisu "13 ključnih sludge albuma".

## Zasluge
| Mastodon - Brann Dailor – bubnjevi - Troy Sanders – bas-gitara, vokali - Brent Hinds – gitara, vokali - Bill Kelliher – gitara | Ostalo osoblje - Matt Bayles – produkcija, snimanje, miksanje - Matthew Jacobson – izvršni producent - Dangerous Dave Shirk – masteriranje - Matt Washburn – digitalno uređivanje - Paul Romano – ilustracije |